# Жмуровский сельсовет
Жму́ровский сельсовет — административная единица на территории Речицкого района Гомельской области Республики Беларусь. Административный центр — деревня Бронное.

## Состав
Жмуровский сельсовет включает 9 населённых пунктов:
- Бронное — деревня.
- Волчья Гора — деревня.
- Днепровец — деревня.
- Жмуровка — деревня.
- Ивановка — деревня.
- Казазаевка — деревня.
- Кирово — деревня.
- Красноземье — деревня.
- Пригородная — деревня.